# 어카운턴트
《어카운턴트》(영어: The Accountant)는 2016년 개봉한 미국의 범죄, 드라마, 스릴러 영화이다. 개빈 오코너가 감독을 맡았으며, 벤 애플렉, 애나 켄드릭, J. K. 시먼스, 존 번솔 등이 출연하였다.

## 출연진
- 벤 애플렉 - 크리스천 “크리스” 울프 역
  - 세스 리 - 어린 크리스천 역
- 애나 켄드릭 - 데이나 커밍스 역
- J. K. 시먼스 - 레이먼드 “레이” 킹 역
- 존 번솔 - 브랙스턴 “브랙스” 역
  - 제이크 프레슬리 - 어린 브랙스턴 역
- 신시아 어다이로빈슨 - 메리베스 머디나 역
- 제프리 탬버 - 프랜시스 실버버그 역
- 존 리스고 - 러마 블랙번 역
- 진 스마트 - 리타 블랙번 역
- 앤디 엄버거 - 에드 칠턴 역
- 앨리슨 라이트 - 저스틴 역
  - 이지 페닉 - 어린 저스틴 역
- 메리 크래프트 - 어린 크리스의 어머니 역
- 그레그앨런 윌리엄스 - 재무부 장관 역
- 론 유안 - 픈착 실랏 달인 역
- 게리 바사라바 - 돈 역
- 퍼낸도 치엔 - 소키스 역
- 데이그 페어크 - 프랑스 불량배 역